# Николай Вилков (голям десантен кораб, 1973)
Николай Вилков е голям десантен кораб (на руски: БДК, Большой десантный корабль) от проекта 1171 (шифър „Тапир“, според класификацията на НАТО:  Alligator). Построен е от прибалтийския корабостроителен завод „Янтарь“ в Калининград със заводски номер 303, ставайки първият от четвъртата група кораби от този проекта.
При строителството БДК е кръстен в чест на Героя на Съветския съюз старшината 1-ви ранг Николай Александрович Вилков, който заедно с Героя на Съветския съюз, червенофлотеца Пьотър Иванович Иличев закриват със своите тела амбразурата на вражески дзот при освобождаването на остров Шумшу от японските окупанти. По-рано това име носят моторния кораб от братския порт и риболовен траулер.

## История на разработването
През 1959 г. е взето решение за създаването на принципно нов за ВМФ на СССР десантен кораб от океански тип. За решаването на тази задача в Невското ПКБ са обединени два проекта (сухогруза с носова апарел от проекта 1173 „Тапир“ и проекта за БДК шифър 1171) под общото обозначение проект 1171 „Тапир“. Независимо от „гражданските“ корени, проекта на кораба е класифициран като голям десантен кораб и се строи изключително за ВМФ.
Главен конструктор на кораба става И. И. Кузмин, а главен наблюдаващ от ВМФ е капитан 2 ранг А. Н. Белинский.

## Конструкция
БДК „Николай Вилков“ има външен вид, сходен на този на сухогруз. Предназначен е за прехвърляне по море на войски, товари и стоварването на морски десанти на необорудвано крайбрежие, може да се използва като транспорт на боеприпаси, в т.ч. и за превоз на ракети в контейнери. Способен е с експедиционен батальон морска пехота на борда продължително да носи бойна служба в отдалечени райони.
Надстройка, изместена към кърмата, е изменена в сравнение с предшестващите кораби от проекта. На нея са разположени: ходовият мостик и помещенията за управление на кораба; каютите на екипажа; камбуз; два кубрика със спални места за 400 морски пехотинеца, под първия и четвъртия туйндек и т.н. На покрива на надстройката има мачта с разположени на нея антенни постове за различните системи на радиотехническото въоръжение.
На БДК има херметични подвижни лацпортове, които в спуснато положение служат за натоварването на техниката от пирса или крайбрежието, при наклон не повече от 30 градуса, на собствен ход през носовата или кърмовата апарел. За натоварването на техника и товари от водата или брега в танковия трюм през люковете в горната палуба има собствени кранове. Също така кърмовия лацпорт се използва за приемането и поставянето на плавателните средства в доковата камера. През носовата апарел от лацпорта на танковата палуба може да се провежда приводняването на лека техника във водата.
Далечината на плаване съставлява 10000 мили при скорост 14~15 възела, пълната водоизместимост е 4650 тона.

### Десантни възможности
- до 20 танка и 200 морски пехотинеца.
- до 45 бронетранспортьора и 300 души морска пехота.
- до 50 товарни автомобила и 400 души десант.
- кораба може да носи до 1500 тона различни товари[4].

### Въоръжение
Реактивната система за залпов огън „Град-М“ не е поставяна в завода, а се монтира специална площадка за нея. Пусковата установка с погреба е поставена по време на докуването на кораба.
- две пускови установки за реактивната система за залпов огън А-215 „Град-М“ (160 снаряда).
- универсална двуцевна корабна артилерийска установка ЗИФ-31Б калибър 57-мм.
- две двустволни автоматични корабни АУ 2М-3М калибър 25-мм
- два корабни гранатометни комплекса МРГ-1 „Огоньок“ калибър 55-мм[3]
- три пускови турелни установки МТУ-4У за едновременното монтиране на 4 ПЗРК „Стрела-3“ (24 ракети)[1]
- две навигационни радиолокационни станции „Дон“
- радио комуникатор за опознаване свой-чужд „Хром-КМ“
- прибор за управление на стрелбата „Гроза-1171“
- комплекс за средства за радиоелектронна борба „Слябинг“

## История на службата

### 1970-те
На 30 юли 1974 г. БДК влиза в строй на Тихоокеанския флот в бригада 100 десантни кораба с базиране в залива Новик.
От 12 май 1978 г. до 29 януари 1979 г. е в боен поход в зоната на Индийския океан. През лятото на 1978 г. се намира на вътрешния рейд на Аден БДК „Николай Вилков“, МТЩ „Контраадмирал Хорошкин“ и съд на ГДР са обстреляни с картечници, един от залповете уцелва рубката на БДК, друга предизвиква пожар на лодъчната палуба на товарния съд. След като на отворената апарел се показват танкове, стрелбата е прекратена. След инцидента цялото посолство на СССР е евакуирано на борда на БДК, а екипажа е приведен в бойна готовност №1. Заради обстрела на съветските съдове са разстреляни ред офицери от местните въоръжени сили.
От 1979 г. БДК е зачислен в 22 дивизия на морските десантни сили, сформирана на базата на 120 и 14 бригада десантни кораби с базиране в залива Новик, а от 1982 г. – в залива Иванцов.
През декември 1979 г. – учения на Бамбуровския полигон. В хода на ученията са проведени нощни стрелби от батареите А-215 „Град-М“.

### 1980-те
На 2 февруари 1980 г. за охраната на ПМТО (в/ч 90245) и посещаващите я подводни лодки за ремонт и попълване на запасите, на остров Нокра в архипелага Дахлак (Етиопия) са изпратени БПК „Адмирал Октябърский“, БДК „Николай Вилков“, подводна лодка и транспорт на снабдяването. БДК доставя десантници от батальон на 55-а дивизия на морската пехота на Тихоокеанския флот, танкове Т-55 и ПТ-76, бронетранспортьори БТР-60ПБ, две ЗСУ-23-4 „Шилка“, БРДМ-2, средства на войсковата ПВО (Стрела-2) и охранителен взвод. В края на април, началото на май 1980 г. преминават съвместни съветско-йеменски учения под ръководството на командира на ескадрата, контраадмирал М. Хронопуло, в хода на които е произведен морски десант на остров Сокотра, отработено е дозареждане от ККС „Березина“ на ход, по траверсен и килватерен начин. В тези учения са задействани десантен кораб на въздушна възглавница „Калмар“ (бордов номер 662), БДК „Иван Рогов“, около 800 морски пехотинеца от Тихоокеанския и Черноморския флотове и общ батальон на 390-и полк на морската пехота от селището Славянка. На 2 декември 1980 г. отряд предава вахтата на БДК „Томски комсомолец“, ЕМ „Возбужденный“ и БПК „Одарьоний“.
Следващото бойно дежурство в базата Нокра за БДК „Николай Вилков“ е от 25 март до 15 ноември 1983 г. БДК доставя 2 танкова рота от 150-и танков полк на 55-а дивизия на морската пехота под командването на старши лейтенант С. А. Бакушев.
С края на бойното дежурство, което продължава от 4 октомври 1984 г. до 2 юли 1985 г., БДК сдава вахтата в 933 ПМТО в Индийския океан на БДК-101.
Всичко БДК „Николай Вилков“ изпълнява 7 бойни служби в Индийския океан.

### 1990-те
На 26 юли 1992 г. на БДК „Николай Вилков“ е вдигнат Андреевския флаг.
В периода от 25 до 29 декември 1993 г. преминават съвместни учения за поддържането на благоприятен режим в северната част на Персийския залив от отряд кораби на ВМФ на Русия и ВМС на Кувейт. От руска страна в ученията вземат участие корабите на ТОФ в състав БПК „Адмирал Трибуц“, БДК „Николай Вилков“ и танкера „Владимир Колечицкий“. Старши на отряда е заместника на началник щаба на дивизията противолодъчни кораби капитан 1 ранг Александър Николаевич Яковлев. По време на прехода БДК „Николай Вилков“ има инцидент. След петдневна спирка в базата в Камран (Виетнам) БДК излиза в Южнокитайско море, където през нощта пирати предприемат опит да го превземат, вземайки го за сухогруз. За да спрат кораба, те откриват предупредителен огън от картечници, при което на борда на „сухогруза“ обявяват бойна тревога и откриват ответен огън от УСК АУ ЗИФ-31Б. Обезкуражените пирати изоставят своите планове спрямо съда и се оттеглят.
През януари и февруари 1994 г. отряд кораби на ТОФ в същия състав взема участие в ученията в Персийския залив вече с кораби на ВМС на Великобритания, ВМС на Франция и САЩ. А от 7 до 9 февруари в съвместните учения на всички многонационални сили „Халфекс-22“. След това отряда кораби на ТОФ участва в учения с ВМС на Индия, и с визита посещава индийския порт Мумбай. В края на март 1994 г. БДК има учебни действия в района на Окинава със самолет на БПА Р-3С „Орион“ на ВМС на САЩ. След пет месеца отсъствие БДК „Николай Вилков“ се връща в своята база.
От средата на 90-те години БДК е зачислен в бригада 100 десантни кораби с базиране във Фокино, участва в ротни и батальонни тактически учения на морската пехота на територията на ДВО, използва се като транспорт за снабдяване на флотските части в Камчатка, Сахалин и Курилите. Занимава се с превозване на военни и специални товари, личен състав на Камчатка. Доставя спасителна техника и специалисти на Курилските острови, за пострадалите от земетресение и цунами.

### 2010-е
През юли 2010 г. на морския десантен полигон „Клерк“, на полуостров Клерка, преминават тактически учения под ръководството на началника на бреговите войски на Тихоокеанския флот генерал-майор Сергей Пушкин по стоварване на морски десант. В тях приемат участие морски пехотинци от Тихоокеанския и Балтийския флотове. Според легендата на ученията е изпълнено прехвърляне в „тила на врага“ на над 500 морски пехотинеца чрез самолети на авиацията на ТОФ. Големите десантни кораби „Николай Вилков“, „Пересвет“, „Ослябя“ и БДК-98 осъществяват стоварването на техника на брега на условния противник, още три десантни катера също провеждат десантиране, отработени са стотици бойни упражнения, маневри, задействани са практически всички съединения и подразделения на Тихоокеанския флот. Подводните лодки на приморското обединение осигуряват прикритието. За тихоокеанците тези учения стават най-мащабните за последните 20 години.
През април 2011 г. на военния полигон „Бамбурово“ в Хасанския район на Приморието преминават учения със стоварване на десант от 155-а отделна бригада на морската пехота от големите десантни кораби „Ослябя“, БДК-98 и „Николай Вилков“. А през септември БДК прехвърля по море техника и морски пехотинци на полуостров Камчатка за мащабни учения с групировката сили и войски дислоцирани в този район.
През октомври 2012 г. на БДК са проведено учение по морски десант на полигона „Клерк“.
В периода от 13 до 20 юли 2013 г. отряд кораби в състав ГРКр „Варяг“, ЕМ „Быстрый“, БПК „Адмирал Виноградов“, БПК „Маршал Шапошников“, БДК „Николай Вилков“, БДК „Ослябя“, МПК „Метель“, МПК „Усть-Илимск“, ракетни катери и съдове на осигуряването участва във внезапната мащабна проверка на войските на Централния и Източния военни окръзи.
На 12 юни 2014 г. на борда на БДК „Николай Вилков“ се състои среща на ветерани в чест 69-ия юбилей на съединението.
На 23 юни на големия десантен кораб „Николай Вилков“ се навършват 40 години от деня на вдигането на Военноморския флаг. По това време кораба заедно с БПК „Адмирал Виноградов“ и танкера „Ижора“ се намира на ученията „Восток-2014“ в района на Камчатка и Курилските острови.

### Съвремие
БДК „Николай Вилков“ от проекта 1171 влиза в строй през 1974 г. Текущият му бордов номер е 081. Влиза в състава на 100 бригада десантни кораби на Приморската флотилия разнородни сили на Тихоокеанския флот. Мястото на постоянна дислокация е Фокино. Ежегодно взема участие в учения и осъществява прехвърляне на техника на 155 бригада на морската пехота на Тихоокеанския флот към морските десантни полигони с цел провеждане на отработката на поставените учебни задачи.

## Командири на кораба
- капитан-лейтенант Загоруйко Алексей Илич (12.04.1974 – 06.12.1981)[13]
- капитан 3 ранг Фьодоров С.Н.
- капитан 3 ранг Никитин Г.
- капитан 3 ранг Шитов Ю.И. (-1995-1997-)
- капитан 2 ранг Олшанский Пётр Сергеевич (-2012?-)
- капитан 2 ранг Дмитриенко Д. (-04.2016-)

## Бортовите номера на БДК
- от 1974 до 1975 – 500
- от 1975 до 1976 – 357
- от 1976 до 1977 – 554
- от 1977 до 1977 – 388[2]
- от 1977 до 1980 – 022
- от 1980 до 1980 – 053
- от 1980 до 1984 – 075
- от 1984 до 1987 – 078
- от 1987 до 1990 – 066
- от 1990 до 1992 – 070
- от 1992 до 1993 – 068
- от 1993 до 1996 – 089
- от 1996 понастоящем – 081